# Güher og Süher Pekinel
Güher og Süher Pekinel (født 29. marts 1953 i Istanbul, Tyrkiet) er tvillinger og kendt som pianister. De optræder ofte som duo.
Søstrene Pekinel blev opdaget af Herbert von Karajan i 1984 og blev anerkendt som tyrkiske statskunstnere i 1991.